# Hypargos
Genre
Hypargos est un genre d'oiseaux appartenant à la famille des Estrildidae.

## Liste d'espèces
Selon la classification de référence du Congrès ornithologique international (version 2.9, 2011) :
- Hypargos margaritatus - Sénégali de Verreaux
- Hypargos niveoguttatus - Sénégali enflammé